# Paul I. (Papst)

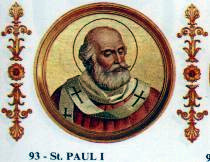
Paul I., Darstellung in der Basilika Sankt Paul vor den Mauern

Paul I. († 28. Juni 767 in Rom) war vom 29. Mai 757 bis zu seinem Tod 767 Papst. 

## Leben

### Herkunft
Er stammte wie sein Vorgänger und Bruder  Stephan II. aus einer nicht bekannten stadtrömischen Familie.

### Pontifikat
Paul zeigte seine Wahl zum Papst aufgrund der bestehenden Streitigkeiten zwischen der Kirche des Ostens und des Westens nicht dem oströmischen Kaiser an, wohl aber dem fränkischen König.
Da die Franken durch Kämpfe mit den Langobarden in ihrem Heimatgebiet gebunden waren, ließ nur das Wissen über den treuen Verbündeten Paul die Schwierigkeiten seines Pontifikats überstehen.
Am 28. Juni 767 starb Paul I. Seine sterblichen Überreste wurden bald nach seiner Bestattung in St. Paul nach St. Peter überführt.

## Gedenktag
Der katholische Gedenktag ist der 28. Juni, sein Todestag.